# Gens Venuleia
Die gens Venuleia (auch Venuleii, deutsch Venuleier) war eine römische patrizische Familie (gens). Der Gentilname war Venuleius, griechische Schreibweisen variieren zwischen Οὐενουλήιος, Βενουλήιος und Βενουλέιος. Die wenig bekannte Familie stammte aus Pisa und erlebte ihre Blüte vom Anfang des 1. Jahrhunderts v. Chr. bis zum Ende des 2. Jahrhunderts. Aus der Zeit der Römischen Republik sind lediglich vier Mitglieder bekannt. Im 1. und im 2. Jahrhundert stellten die Venuleier jeweils zwei Konsuln.

## Bekannte Mitglieder
- Venuleia, Ehefrau des Marcus Licinius Crassus, Konsul 97 v. Chr., und Mutter des Triumvirn Marcus Licinius Crassus
- Claudius Venuleius Saturninus, römischer Jurist
- Lucius Venuleius Montanus, Prokonsul der römischen Provinz Bithynia et Pontus während der Regierungszeit des Kaisers Nero
- Lucius Venuleius Pataecius, römischer Ritter, Kohortenpräfekt und Militärtribun zur Zeit Neros
- Lucius Venuleius Montanus Apronianus, Sohn des Prokonsuls, selbst Suffektkonsul im Jahr 92; möglicherweise war er der Venuleius, dem Martial sein viertes Buch der Epigramme widmete.
- Lucius Venuleius Montanus Apronianus Octavius Priscus, Konsul des Jahres 123, Sohn des Suffektkonsuls von 92
- Lucius Venuleius Apronianus Octavius Priscus, Konsul zum zweiten Mal im Jahr 168, Sohn des Konsuls von 123
- Quintus Venuleius Saturninus, römischer Jurist des 2. Jahrhunderts, Verfasser mehrerer juristischer Werke
- Venuleius Valens, Prokurator in der Provinz Asia unbestimmter Amtszeit